# Registerföring av befolkning och fastigheter i Sverige
Registerföring av befolkning och fastigheter i Sverige har skett sedan mitten av 1500-talet och mer fullständigt sedan slutet av 1600-talet. Registrering skedde till 1970-talet manuellt för att från 1991 helt baseras på IT-register. Under tiden före 1970-talet användes flera typer av register som ofta fördes parallellt, speciellt då för det borgerliga samhällets behov (förda per kommun, socken, stad, köping, municipalsamhälle) och för kyrkans behov (förda per församling). Förutom själva registren har också vissa användningar av dessa, då främst kartor, i praktiken varit det som använts som informationskälla till uppgifterna.
Beslut om ändringar av primärområdenas omfattning har skett och synliggjorts väl när det gäller hopslagningar och delningar, men med  brister när det gäller mindre justeringar av gränser. Medan registerföringen och avisering av ändringar hade sin kvalitetsmässiga höjdpunkt från 1920- till 1950-talet, så kan det vara svårare att både före och efter spåra alla ändringar.

## Basregistren

### Jordeboken
Genom Gustav Vasas administrativa reformer skapades i Sverige jordeböcker, som var underlag för beskattning. Jordeboken innehöll uppgifter om jordegendomar med uppgifter om deras kamerala förhållanden mantal, grundskatt, ägare med mera
När grundskatterna avskaffades miste förteckningen det mesta av sin betydelse och beslut fattades 13 juni 1908 att ersätta dessa med jord- och stadsregistret. Uppläggandet av jordregistret färdigställdes 1931. Formellt ersattes jordeböckerna 1 juli 1936 jordregisteret, och jordebokssocknen ersattes då av en jordregistersocken.
Jordeboken tog upp samtliga jordegendomar och förde dessa per socknar och städer,
Jordeboken upprättades av häradsskrivaren i tre exemplar. Jordeboken förvarades förutom lokalt per härad i Kammarkollegium för hela riket och lantmäterikontoren för länen.
Jordeboken var basen för omfattning av socken, stad, köping, municipalsamhälle och kommuner. Även för församlingar utgick omfattningen oftast från jordeboken men avvikelser kunde här förekomma, lite oklart var dessa avvikelser noterades

### Jordregistret
Jordregistret inrättades genom en kunglig förordning av 13 juni 1908 för att ersatta den äldre jordeboken för fastigheter på landsbygden, medan städer och stadsliknande samhällen omfattades av stadsregistret. Uppläggandet av jordregistret färdigställdes 1931. Som tillsynsmyndighet för jordregistret utsågs Lantmäteristyrelsen. Syftet med införandet var att få en mer ändamålsenligt inskrivningsväsende (lagfart och inteckning). Registret överfördes successivt till ett nytt IT-baserat fastighetsregister från 1968 som var avslutat 1995.
Fastigheter inom städer förde normalt inte jordregister, men det kunde förekomma för fastigheter inom inkorporerade sockenområden en kortare eller längre tid. Fastigheter inom municipalsamhällen och köpingar ingick ofta i jordregistret men kunde efter beslut av regeringsrätten föra fastighetsregister såsom för stad, vilket oftast skedde för speciell större köpingar.
Registret fördes på länens lantmäterikontor av underhölls efter lantmäteriförrättning av överlantmätaren som meddelade domhavande och häradsskrivare
Jordregistret var bas för omfattning av socken, landskommuner, oftast municipalsamhälle, ibland köpingar och i undantagsfall för delar av städer. Även för församlingar i motsvarande områden utgick dessas omfattning från jordregistret.

### Fastighetsregistret
Fastighetsregistret i städerna (stadsregistret) kom till efter lagen om fastighetsbildning i stad 12 maj 1917. Fastighetsregistret i städerna kom att utgöras av en tomtbok för tomterna och en stadsägobok för stadsägorna. I städerna organiserades enheterna utifrån kvarter eller ägor i stället för jordeboksenheter. Förutom städer kunde även municipalsamhällen och köpingar efter beslut av regeringsrätten föra fastighetsregister såsom för stad.
Städerna hade även möjlighet att hålla med en egen registersakförare och fastighetsregistret därmed skötas oberoende av Lantmäteriet, även om de flesta städer hade överlantmätaren som registersakförare. Från 1 januari 1972 överfördes ansvaret för registerföringen av stadsregistren till Länsstyrelsen.
Jordregistret och fastighetsregistret överfördes till ett gemensamt IT-baserat register i perioden från början av 1970-talet till 1995. Numera ansvarar Lantmäteriet i samarbete med Inskrivningsmyndigheten, Skatteverket och kommunerna för fastighetsregistret.
Fastighetsregistret var innan fastighetsdataregistret tagits i bruk basen för omfattning av städer (huvudsakligen, se även jordregister ovan) några få municipalsamhällen och flertalet köpingar. Även för församlingar i motsvarande områden utgick dessas omfattning från fastighetsregistret.
Efter att fastighetsdataregistret tagits i bruk baseras omfattningen av kommunerna på detta register. Även för församlingar i motsvarande områden registrerades till 1 januari 2016 dessas omfattning i fastighetsregistret. Från 1 januari 2016 registreras de statiska omfattningen av distrikten i fastighetsregistret.

### Kyrkoböcker
För befolkningen fördes kyrkoböcker per Svenska kyrkans församlingar från början av 1600-talet, mer komplett från 1700-talet. Kyrkobokföringen upphörde 1 juli 1991 och slogs då samman med register för mantalsskrivning till ett register för folkbokföringen.
I olika böcker fördes in uppgifter om dop (födsel), dödsfall samt in- och utflyttning.
Dessutom fanns före 1895 husförhörslängder, därefter församlingsbok, som tog upp de boende i en fastighet.
Registren var helt manuellt förda eller under de senaste åren med begränsad IT-stöd
Det var kyrkoherden som ansvarade för registreringen som sedan kunde utföras av denna eller annan anställd av församlingen.
Befolkningsuppgifter baserades på kyrkoböckerna.

### Folkbokföringsregister
Från 1 juli 1991 håller Skatteverket ett IT-baserat register över befolkningen i Sverige.
Registret innehåller uppgift om fastighet och lägenhet den boende är skrivet i och med hjälp av fastighetsregistret går det sedan att koppla den boende till vilken kommun och distrikt personen bor i. Folkbokföringen förs per kommun, men har även redovisats per församling, vilket upphör 1 januari 2016 och då ersätts med redovisning per distrikt.
Befolkningsuppgifter baseras på folkbokföringsregistret.

## Sekundära register/kartor

### Taxeringsregister
Taxeringslistor för fast egendom och mantalsskrivningslistor för individer gjorts upp utifrån ovanstående register. Från 1991 är Skatteverkets folkbokföringsregister även basen för taxeringen av individer och Lantmäteriets fastighetsregister för taxeringsaspekter av fastigheter.

### Officiella kartor
För fastigheter har sedan lång tid bakåt funnits kartor över egendomar och tomtkartor. Dessa ha främst utgjort utdrag ur jordeböckerna, men även fungerat som komplement till fastighetsbeskrivningarna i dessa. Även i samband med Laga skiftet i början av 1800-talet tog kartor fram. För 1859 tog ett antal sockenkartor fram utifrån dessa kartor av Sockenkartverket som las ner 1859.
Generalstabskartan var den första kartan som togs fram som visade hela Sverige helt korrekt kartograferad. De olika kartbladen togs fram mellan 1840 och 1920 och visar gränser för socknar, städer, län och landskap.
Den Häradsekonomiska kartan producerades mellan 1859 och 1934 och omfattar cirka 1 500 kartblad för 13 län i skala 1:20 000 och bygger bland annat på kartor upprättade i samband med laga skifte.
Den ekonomiska kartan visar upp detaljerade gränser för både fastigheter och andra administrativa enheter. den togs fram mellan 1911 och 1978 och baserades från 1935 på flygfoton.
Underlagen för gränserna i de tre kartorna ovan togs från jordeböckerna och jordregistret/fastighetsregistret. Alla gränser har dock inte funnits att finns i dessa underlag vilket gett viss spridning i hur dessa återges, speciellt gränser för landskapen.

### "Frysta" gränser från Riksantikvarieämbetet (1951) och lantmäteriets (1991, 2016)
Riksantikvarieämbetet har ett register för att registrera och presentera objekt per "socken". Registret används även som indelningsgrund av Historiska museet. Gränserna för områdena baseras där på indelningen i städer och jordregistersocknar före kommunreformerna 1952, dock inte med fullt exakt likhet i vald tidpunkt.
Lantmäteriet har i sitt fastighetsregister kvar en registrering av fastigheter per socken, i de gränser som gällde vid fastighetsdatareformen 1976-1995.
2016 inrättas distrikt som ges en fryst form efter omfattningen av motsvarande församlingar hade årsskiftet 1999/2000, dock med viss reglering av de enklaver som några församlingarna omfattade.

## Förändringar av primärområdenas omfattning

### Hopslagningar och delningar
Att fatta beslut om bildande, upphörande, sammanläggning och delning av de olika administrativa indelningarna var länge en fråga för Kungl. Maj:t och dess beslut är gediget dokumenterat och även avisering skedde på ett flertal ställen, till exempel i statistiska centralbyråns publikationer.
Efter kommunreformen i Sverige 1971 är det främst större förändringar av kommunerna som är en regeringsfråga medan hopslagning etc av församlingar fattats på annan nivå, från år 2000 helt inom Svenska kyrkans organisation.  SCB har dock fortsatt samlat in dessa ändringar och aviserat dessa i olika rapporter.

### Gränsjusteringar
Fram till en bra bit in på 1900-talet fanns det delar i Sverige där exakta gränser av administrativa området inte var helt klara, speciellt i norra Norrland, men även i andra områden kunde allmänningar med mera mer vara bestämda mer av hävd än av lantmätare utsatta gränser.
Mycket av gränsjusteringar dokumenterades ändå mycket väl och aviserades både i landshövdingars rapporter och som fotnoter i Statistiska centralbyråns områdesstatistik. Sammantaget verkar det dock omöjligt att fullt ut kunna spåra all ändringar intill jordregistret och stadsregistret fullt ut etablerats i början av 1930-talet.
Från mitten av 1930-talet och några årtionden framåt är det sedan god ordning på basregistren, medan beslut om gränsjusteringar sker successivt mer delegerat med risk för att avisering inte görs korrekt. Att ändra en församlingsgränser där båda ligger inom en stad, att ändra en gräns för ett municipalsamhälle när denna och berörd landskommun återfinns i samma register kan ha skett utan korrekt notifiering. Perioden präglas dock av samvetsgranna administratörer och ändringarna återfinns till allra största del i olika publikationer från Statistiska Centralbyrån.
Från mitten av 1960-talet till slutet av 1990-talet är det en övergångsperiod från de gamla registren och dess rutiner till de nya som även är helt IT-baserade. Beslut av förändringar som bara involverar en instans tenderar bli allt sämre dokumenterade, men samtidigt göt IT det lättare söka de aviseringar av ändringar som sker när de väl lagrats tillgängligt via IT. Med IT går det lättare skapa kartor med gränser som i många fall kan vara den enda dokumentation man kan finna över en gränsjustering.
Från år 2000 när församlingarna administreras helt av svenska kyrkan försämras ytterligare dokumentationen av ändringar, samtidigt som kommunerna relativt självständigt gör smärre gränsjusteringar mellan de församlingar som ingår, medan ändringar av gränser mellan kommuner fortfarande fortfarande noteras ordentligt. Perioden avslutas med Lantmäteriets inrättande av distrikten, där de ändrar tillhörighet av ett antal enklaver, vilket de överhuvudtaget inte notifierar. Utskrivna kartor från fastighetsregistret kan fortfarande tjäna som hjälp för att fånga upp gränsjusteringar, men annars är det att noggrant följa de ändringsposter som it-mässigt levereras av fastighetsregistret där samtliga ändringar i registret noteras.